# Turkmenské muzeum umění
Turkmenské muzeum umění je galerie umění v Ašchabadu, hlavním městě Turkmenistánu. Sbírku založil v roce 1927 ruský sochař A. A. Karelin a v roce 1939 získala statut Muzea výtvarných umění. Muzeum má více než 6000 uměleckých děl, obrazy, sochy a grafiky turkmenských, ruských i zahraničních umělců. Kromě děl domácích umělců je tu významná sbírka západoevropských obrazů. V roce 2005 muzeum dostalo novou budovu, kterou postavila francouzská firma Bouygues a kde je na třech podlažích k dispozici asi 17 tisíc metrů čtverečných plochy.